# Las Mercedes (San Cristóbal de La Laguna)
Las Mercedes es una entidad de población del municipio de San Cristóbal de La Laguna, en la isla de Tenerife —Canarias, España—. 
Administrativamente se incluye en la Zona 6 del municipio.
Las Mercedes es una de las puertas de entrada al parque rural de Anaga.

## Características
Las Mercedes se ubica en la zona norte de la capital municipal, de la que dista unos cinco kilómetros. Se localiza a una altitud media de 714 m s. n. m., abarcando una superficie de 2,61 km², parte de la cual se encuentra incluida en el espacio natural protegido del parque rural de Anaga.
Cuenta con una gasolinera, parques infantiles y plazas públicas, instalaciones deportivas, dos centros ciudadanos, la iglesia de Nuestra Señora de Las Mercedes, un tanatorio, así como comercios, bares y restaurantes.

## Demografía
| Año        | 2000  | 2001  | 2002  | 2003  | 2004  | 2005  | 2006  | 2007 | 2008  | 2009  | 2010  | 2011  | 2012  | 2013  | 2014  |
| ---------- | ----- | ----- | ----- | ----- | ----- | ----- | ----- | ---- | ----- | ----- | ----- | ----- | ----- | ----- | ----- |
| Habitantes | 1.078 | 1.090 | 1.114 | 1.147 | 1.151 | 1.194 | 1.202 | 991  | 1.001 | 1.006 | 1.014 | 1.046 | 1.068 | 1.068 | 1.070 |

## Fiestas
Este barrio celebra fiestas patronales en honor a Nuestra Señora de Las Mercedes en el mes de septiembre, llevándose a cabo actos religiosos y populares. Asimismo, destacan en el mes de mayo los festejos en honor a San Isidro Labrador y Santa María de la Cabeza, desarrollándose, entre otros actos, una romería y la conocida como «Danza de los Viejos».

## Comunicaciones
Se llega a la localidad a través de la carretera Camino de Las Mercedes TF-12.

### Transporte público
En autobús —guagua— queda conectada mediante las siguientes líneas de TITSA: 
| Línea | Trayecto                                       | Recorrido     |
| ----- | ---------------------------------------------- | ------------- |
| 076   | La Laguna - Afur (por Las Mercedes)            | Horario/Línea |
| 077   | La Laguna - El Bailadero (por Las Mercedes)    | Horario/Línea |
| 270   | La Laguna - Las Mercedes (por Las Canteras)    | Horario/Línea |
| 271   | La Laguna - Las Mercedes (por El Camino)       | Horario/Línea |
| 273   | La Laguna - Cruz del Carmen (por Las Canteras) | Horario/Línea |
| 274   | La Laguna - El Batán (por Las Mercedes)        | Horario/Línea |
| 275   | La Laguna - Taborno - Las Carboneras           | Horario/Línea |

## Lugares de interés
- Centro de visitantes y Mercadillo de productos locales del parque rural de Anaga
- Mirador del Lomo Alto
- Zona recreativa Llano Los Viejos
- Casa rural Agroturismo Anaga